# Lucio Libertini
Lucio Libertini (Catania, 1º giugno 1922 – Roma, 7 agosto 1993) è stato un politico italiano.

## Biografia
Membro della Federazione Giovanile Socialista Italiana, l'organizzazione giovanile del Partito Socialista Italiano, nel 1946 diede vita alla corrente "Iniziativa socialista".
Nella primavera 1952 comincia a collaborare a "Risorgimento Socialista", il settimanale fondato da Aldo Cucchi e Valdo Magnani, di cui assume la direzione dal 18 dicembre 1954 fino alla chiusura (marzo 1957), occupandosi prevalentemente della politica estera, della decolonizzazione, dei movimenti socialisti a livello internazionale.
Membro della direzione dell'Unione Socialista Indipendente dal I Congresso (1953), nel marzo 1957 confluisce con l'intero movimento nel PSI
Nel 1958, quando ormai la politica del Fronte Democratico Popolare era già stata abbandonata dai vertici del PSI, scrisse con Raniero Panzieri le Sette tesi sul controllo operaio, in cui rilanciava la necessità dell'abolizione della proprietà privata.
Nel 1968 venne eletto alla Camera nelle liste del PSIUP. Nel 1972 aderisce al Partito Comunista Italiano, divenendo membro del comitato centrale e dove rimase per tre anni.
Ritornò alla Camera nel 1976, eletto questa volta in quelle del PCI. Nel corso della legislatura presiedette la commissione trasporti della Camera.
Alle elezioni del 1979 fu eletto Senatore con il Partito Comunista Italiano, confermando il seggio nel 1983 e 1987.
Nel 1991 non aderisce alla svolta della Bolognina di Achille Occhetto, così insieme ad Armando Cossutta, Sergio Garavini, Rino Serri, Nichi Vendola ed altri fondarono il Partito della Rifondazione Comunista, assumendo l'incarico di capogruppo a palazzo Madama e di dirigente.
Alle elezioni politiche del 1992 viene rieletto senatore, ricoprendo il ruolo di capogruppo di Rifondazione Comunista, e rimanendo in carica fino alla morte improvvisa, avvenuta un anno dopo a causa di un male incurabile.

## Incarichi parlamentari

### Camera dei deputati

#### V Legislatura
- Vicepresidente della 12ª Commissione permanente (Industria e commercio)

#### VII Legislatura
- Presidente della 10ª Commissione permanente (Trasporti)

### Senato della Repubblica

#### VIII Legislatura
- Componente della 8ª Commissione permanente (Lavori pubblici, comunicazioni)
- Componente della Commissione parlamentare per il parere al Governo sulle norme delegate relative alla ristrutturazione dei servizi di assistenza al volo
- Componente della Commissione parlamentare per il parere al Governo sulla destinazione dei fondi per la ricostruzione del Belice
- Componente della Commissione inchiesta attuazione interventi ricostruzione Belice

#### IX Legislatura
- Componente della 8ª Commissione permanente (Lavori pubblici, comunicazioni)

#### X Legislatura
- 5ª Commissione permanente (Bilancio):
- Componente della 8ª Commissione permanente (Lavori pubblici, comunicazioni)
- Componente della Commissione parlamentare per l'indirizzo generale e la vigilanza dei servizi radiotelevisivi
- Componente della Sottocommissione permanente per l'accesso
- Componente della Commissione d'inchiesta terremoti Basilicata e Campania

#### XI Legislatura
- Componente della 5ª Commissione permanente (Bilancio)
- Componente della Commissione parlamentare per l'indirizzo generale e la vigilanza dei servizi radiotelevisivi